# Goldener Spatz 2005
Das 14. Kinder-Film & Fernsehfestival „Goldener Spatz“ fand vom 24. April bis 4. Mai 2005 statt. Neben Gera war zum zweiten Mal auch Erfurt Veranstaltungsort.
Zum ersten Mal wurden die SPiXEL-Preise für die besten von Kindern selbständig produzierten Filmbeiträge vergeben.

## Preisträger

### Preise der Kinderjury
- Information/Dokumentation: Marvi Hämmer präsentiert National Geographic World (Redaktion: Corinna Miagtchenkov, Sou-Yen Kim)
- Minis: Fette Falle (Regie: Petra Loog)
- Unterhaltung: Wir testen die Besten (Regie: Romy Schulz)
- Kurzspielfilm: Vincent (Regie: Giulio Ricciarelli)
- Animation: Pantoffelhelden (Buch und Regie: Susanne Seidel)
- Kino-/Fernsehfilm: Wer küsst schon einen Leguan? (Regie: Karola Hattop, Buch: Michael Demuth)
- Darsteller: Frederick Lau
- Moderator: Pamela Großer und Malte Arkona

### Preise der Fachjury
- Bester Kurzfilm: Zur Zeit verstorben (Buch und Regie: Thomas Wendrich)
- Bestes Vorschulprogramm Torvald und der Tannenbaum (Regie: Jakob Schuh und Michael Sieber)
- Preis des MDR-Rundfunkrates: Mieke de Jong (für Lepel)
- Spezialpreis für besondere Einzelleistung/Innovation: Lucia (Buch und Regie: Felix Gönnert)
- Nachwuchspreis der Zeitungsgruppe Thüringen: Michael Demuth (für Wer küsst schon einen Leguan?)
- „Goldener Spatzenfuß“ (für die beste Musik): Christian Steyer für Die Blindgänger (Regie: Bernd Sahling)

### Preise der Webjury
- Beste Einzel-Website: tigerentenclub.de
- Beste Portal-Website: kindernetz.de

### SPiXEL-Preise
- Kategorie Information/Dokumentation: Eric und Maria (Filmclub Gera-Pforten), Rund ums Wetter (is-i-Kinderkanal-Projekt Münster)
- Kategorie Animation: Die sieben Raben (Südstadtschule Saalfeld, Klasse 7b)
- Kategorie Spielfilm: Diebe (Haus Sonnenschein, ABC-Gruppe)